# Autobiografía de Malcolm X
La Autobiografía de Malcolm X (ISBN 0-345-35068-5) fue escrita por Alex Haley entre 1964 y 1965, fruto de las conversaciones con Malcolm X poco antes de su muerte (y con un epílogo después), y publicada en 1965. El libro fue nombrado por la revista Time como uno de los diez libros más importantes de no ficción del siglo XX.
El guion para la película de 1992 Malcolm X, dirigida por Spike Lee, fue adaptado de la Autobiografía de Malcolm X. 
El libro describe la educación de Malcolm X en Míchigan, su maduración en la adultez en Boston y Nueva York, su tiempo en la cárcel, su conversión al islam, su ministerio, sus viajes a África y a La Meca, y su posterior carrera y consiguiente asesinato en el Audubon Ballroom, cerca de la calle 116 y Broadway en Nueva York. El libro contiene una importante cantidad de pensamiento relacionado con la existencia afroamericana.
Haley dijo en el documental Eyes on the Prize que fue difícil escribir la autobiografía de Malcolm X, porque era bastante reacio a hablar de sí mismo y en lugar de ello prefería hablar de la Nación del Islam.
Existen exageraciones e inexactitudes en el libro, algunas de las cuales fueron reconocidos por Haley. Por ejemplo, Malcolm X describe un incidente en el que apuntó un arma con una sola bala en su cabeza y apretó el gatillo en numerosas ocasiones con el fin de demostrar a su cohorte de criminales que no tenía miedo a morir. En el epílogo, Haley escribió que cuando Malcolm fue a corregir los manuscritos le dijo a Haley que tenía la bala en la palma de su mano y que lo organizó todo para asustar a los demás.
En 2005, el historiador Manning Marable, autor del libro Malcolm X: Una Vida de Reinvención, alegó que Haley trabajó con el FBI mientras escribía el libro con Malcolm X. También habló de la existencia de tres capítulos inéditos del libro.